# Mashav
Mashav (en hebreo: מש"ב) es una agencia israelí de cooperación internacional para el desarrollo, y forma parte del Ministerio de Relaciones Exteriores de Israel. Mashav es la organización responsable del diseño, la coordinación y la puesta en marcha de los programas de desarrollo y cooperación internacional israelíes en todo el mundo, especialmente en los países en vías de desarrollo.
Su principal contribución es ayudar al desarrollo de los países, esto se puede hacer en los campos donde Israel tiene una experiencia que fue adquirida durante su propio desarrollo como país, ya que como joven nación en el pasado se enfrentó a desafíos similares.
Sus programas de desarrollo se realizan a través de talleres de capacitación, en el campo de la agricultura, la educación y la medicina, y se financian conjuntamente con los programas de otras organizaciones internacionales como la Organización de Estados Americanos (OEA), el Banco Interamericano de Desarrollo, el plan de desarrollo de la ONU, la Unesco y la Organización de las Naciones Unidas para la Alimentación y la Agricultura (FAO).
Mashav fue creado después de la Conferencia de Bandung de 1955, en la cual el Estado de Israel no participó. Mashav se estableció por iniciativa de Golda Meir en 1958, después de su visita al continente africano.